# Chris Deluzio
Christopher Raphael Deluzio, né le 13 juillet 1984 à Pittsburgh, est un homme politique américain. Membre du Parti démocrate, il est élu de la Pennsylvanie à la Chambre des représentants des États-Unis depuis 2023.

## Biographie
Deluzio grandit à Thornburg. À la suite des attentats du 11 septembre 2001, il s'engage dans l'United States Navy et est déployé en Irak. Après son retour à la vie civile, il rejoint l'école de droit de l'université de Georgetown où il étudie le droit de vote.
Avant de se lancer en politique, il est directeur des politiques pour le Institute for Cyber Law, Policy and Security de l'université de Pittsburgh. En 2022, il se porte candidat pour le Parti démocrate dans le 17e district de Pennsylvanie. Nommé par le parti, il remporte l'élection générale en battant le républicain Jeremy Shaffer. Son profil de candidat est noté comme particulièrement similaire à celui de son prédécesseur Conor Lamb, tous les deux des vétérans de la United States Navy avec une formation en droit et des convictions syndicalistes.
Durant son premier mandat, le déraillement d'un train dans l'Ohio en 2023 qui affecte une grande partie de son district le pousse à lancer plusieurs législations portant sur la sécurité du transport ferroviaire. 
Il est réélu le 5 novembre 2024 en obtenant 53,9 % des voix face au républicain Rob Mercuri.

## Vie personnelle
Deluzio vie à Aspinwall avec sa femme Zoë Bunnell et leurs trois enfants.